# Tour du Mali
Le Tour cycliste international du Mali est une épreuve cycliste disputée au Mali. Elle se déroule sous la forme d'une course à étapes. L'édition 2010 est officiellement reconnue par l'Union cycliste internationale.
Après une longue interruption, la compétition refait son apparition en 2017. Cette septième édition est remportée par Yaya Diallo, qui devient le premier cycliste malien à inscrire son nom au palmarès de l'épreuve. En 2024, le Tour est de nouveau inscrit au calendrier de l'UCI Africa Tour. 

## Palmarès
| Année     | Vainqueur          | Deuxième       | Troisième           |
| --------- | ------------------ | -------------- | ------------------- |
| 2002      | Laurent Zongo      |                |                     |
| 2003      | ?                  | ?              | ?                   |
| 2004      | Seydou Tall        |                |                     |
| 2005-2009 | ?                  | ?              | ?                   |
| 2010      | Mouhssine Lahsaini | Adil Jelloul   | Mohamed Er Regragui |
| 2011-2016 | Non-disputé        | Non-disputé    | Non-disputé         |
| 2017      | Yaya Diallo        | Reda Aadel     | Oumar Sangaré       |
| 2018      | Souleymane Koné    | Yacouba Diallo | Bourama Coulibaly   |
| 2019-2020 | Non-disputé        | Non-disputé    | Non-disputé         |
| 2021      | Issiaka Coulibaly  | Seydou Djiré   | Souleymane Koné     |
| 2022-2023 | Non-disputé        | Non-disputé    | Non-disputé         |
| 2024      | Yaya Diallo        | Lahcen Saber   | Issiaka Cissé       |
| 2025      | Bjorn De Decker    | Yaya Diallo    | Tiémoko Diallo      |